# 이형근 (가수)
이형근(1993년 4월 10일 ~)은 대한민국의 가수다. 2016년 싱글 앨범 [니가 아니면]으로 정식 데뷔했다.

## 방송
- 창작의 신 : 국민 작곡가의 탄생 (2018) - Top20

## 음반
- 그때 우리처럼 (2014)
- 니가 아니면 (2016)
- I Still Love You (2016)
- 전화통화 (2017)
- RIDE (2017)
- Just Because (2017)
- 창작의 신 Part 1 (2018)
- 우리들의 크리스마스 2018 (DABUBU COMPANY) (2018)
- 안녕, 모모 OST Part.7 (2019)
- MIRROR (2020)